# نشأت اکرم
نشأت اکرم عبد علی العیسی (متولد ۱۲ سپتامبر ۱۹۸۴ در حله)، بازیکن سابق فوتبال اهل عراق می‌باشد.
او بازی‌های زیادی را برای تیم ملی فوتبال عراق انجام داده است و به همراه این تیم به مقام قهرمانی در مسابقات فوتبال غرب آسیا ۲۰۰۲ و جام ملت‌های آسیا ۲۰۰۷ رسیده‌است.
نشات اکرم در فصل ۱۰-۲۰۰۹ به همراه تیم توئنته هلند به مقام قهرمانی در لیگ برتر هلند رسید.